# چوی جونگ-گیو
چوی جونگ-گیو (انگلیسی: Choi Jong-gyu؛ زادهٔ ۲۰ نوامبر ۱۹۴۶) بازیکن بسکتبال اهل کره جنوبی بود. وی در بازی‌های المپیک تابستانی ۱۹۶۸ شرکت کرده‌است.